# Tyson Jost
Tyson Jost (né le 17 mars 1998 à Saint Albert dans la province d'Alberta au Canada) est un joueur professionnel canadien de hockey sur glace. Il évolue au poste de centre.

## Biographie
Après avoir évolué pour les Vees de Penticton dans la Ligue de hockey de la Colombie-Britannique, il est repêché par l'Avalanche du Colorado au 10e rang lors du repêchage d'entrée dans la LNH 2016. Il décide d'aller jouer au niveau universitaire avec les Fighting Hawks de l'Université du Dakota du Nord après avoir été repêché. Le 29 mars 2017, il s'entend sur un contrat de trois ans avec l'Avalanche et rejoint l'équipe alors que la saison 2016-2017 tire à sa fin.
Le 15 mars 2022, il est échangé au Wild du Minnesota en retour de Nico Sturm.
Après un bref passage avec le Wild, il est réclamé au ballottage par les Sabres de Buffalo, le 19 novembre 2022.

## Statistiques

### En club
| Saison     | Équipe                       | Ligue      |     | Saison régulière | Saison régulière | Saison régulière | Saison régulière | Saison régulière |    | Séries éliminatoires | Séries éliminatoires | Séries éliminatoires | Séries éliminatoires | Séries éliminatoires |
| Saison     | Équipe                       | Ligue      | PJ  | B                | A                | Pts              | Pun              | PJ               | B  | A                    | Pts                  | Pun                  |                      |                      |
| 2013-2014  | Vees de Penticton            | BCHL       | 3   | 0                | 0                | 0                | 0                | -                | -  | -                    | -                    | -                    |                      |                      |
| 2014-2015  | Vees de Penticton            | BCHL       | 46  | 23               | 22               | 45               | 16               | 21               | 10 | 4                    | 14                   | 6                    |                      |                      |
| 2015-2016  | Vees de Penticton            | BCHL       | 48  | 42               | 62               | 104              | 43               | 11               | 6  | 8                    | 14                   | 4                    |                      |                      |
| 2016-2017  | Université du Dakota du Nord | NCHC       | 33  | 16               | 19               | 35               | 44               | -                | -  | -                    | -                    | -                    |                      |                      |
| 2016-2017  | Avalanche du Colorado        | LNH        | 6   | 1                | 0                | 1                | 0                | -                | -  | -                    | -                    | -                    |                      |                      |
| 2017-2018  | Avalanche du Colorado        | LNH        | 65  | 12               | 10               | 22               | 26               | 6                | 0  | 1                    | 1                    | 0                    |                      |                      |
| 2017-2018  | Rampage de San Antonio       | LAH        | 5   | 1                | 1                | 2                | 0                | -                | -  | -                    | -                    | -                    |                      |                      |
| 2018-2019  | Avalanche du Colorado        | LNH        | 70  | 11               | 15               | 26               | 14               | 12               | 3  | 1                    | 4                    | 0                    |                      |                      |
| 2018-2019  | Eagles du Colorado           | LAH        | 8   | 4                | 1                | 5                | 2                | -                | -  | -                    | -                    | -                    |                      |                      |
| 2019-2020  | Avalanche du Colorado        | LNH        | 67  | 8                | 15               | 23               | 22               | 12               | 1  | 0                    | 1                    | 8                    |                      |                      |
| 2020-2021  | Avalanche du Colorado        | LNH        | 54  | 7                | 10               | 17               | 24               | 10               | 2  | 2                    | 4                    | 4                    |                      |                      |
| 2021-2022  | Avalanche du Colorado        | LNH        | 59  | 6                | 8                | 14               | 30               | -                | -  | -                    | -                    | -                    |                      |                      |
| 2021-2022  | Wild du Minnesota            | LNH        | 21  | 2                | 4                | 6                | 4                | 6                | 0  | 0                    | 0                    | 4                    |                      |                      |
| 2022-2023  | Wild du Minnesota            | LNH        | 12  | 0                | 3                | 3                | 11               | -                | -  | -                    | -                    | -                    |                      |                      |
| 2022-2023  | Sabres de Buffalo            | LNH        | 59  | 7                | 15               | 22               | 23               | -                | -  | -                    | -                    | -                    |                      |                      |
| 2023-2024  | Sabres de Buffalo            | LNH        | 43  | 3                | 3                | 6                | 10               | -                | -  | -                    | -                    | -                    |                      |                      |
| 2023-2024  | Americans de Rochester       | LAH        | 25  | 4                | 10               | 14               | 18               | -                | -  | -                    | -                    | -                    |                      |                      |
| Totaux LNH | Totaux LNH                   | Totaux LNH | 456 | 57               | 83               | 140              | 164              | 46               | 6  | 4                    | 10                   | 16                   |                      |                      |

### En équipe nationale
| Année | Équipe     | Compétition                  |   | PJ | B | A  | Pts | Pun               |  | Résultat |
| 2016  | Canada U18 | Championnat du monde -18 ans | 7 | 6  | 9 | 15 | 2   | 4e place          |  |          |
| 2017  | Canada U20 | Championnat du monde junior  | 7 | 1  | 3 | 4  | 6   | Médaille d'argent |  |          |
| 2018  | Canada     | Championnat du monde         | 9 | 4  | 2 | 6  | 4   | 4e place          |  |          |
| 2019  | Canada     | Championnat du monde         | 8 | 0  | 2 | 2  | 4   | Médaille d'argent |  |          |

## Trophées et honneurs personnels
- 2014-2015 :
  - nommé dans l'équipe des recures de la BCHL
  - champion de la BCHL avec les Vees de Penticton
- 2015-2016 :
  - nommé dans la première équipe d'étoiles de la BCHL
  - remporte le trophée Vern Dye du meilleur joueur (MVP) de la BCHL
  - nommé meilleur joueur de la Ligue de hockey junior canadienne
- 2016-2017 :
  - nommé dans l'équipe des recures de la NCHC